# René Deustua Jameson
René Enrique Deustua Jameson (Lima, 7 de setiembre de 1926 - McLean, Virginia, 4 de junio de 2015) fue un ingeniero civil peruano.

## Biografía
Nació en Lima en 1926, hijo de Artemio Armando Deustua Osorio y Carolina Jameson Urrutia.
Ingresó a la Escuela Nacional de Ingenieros, en la cual estudió Ingeniería civil. Estudió Planificación Urbana en el Instituto de Urbanismo de París, Francia, del que se graduó en 1959.
Entre 1969 y 1980 trabajó como Oficial de Operaciones en el Banco Interamericano de Desarrollo. 
El 28 de julio de 1980 fue nombrado Ministro de Pesquería por el presidente Fernando Belaúnde. Ejerció el cargo hasta enero de 1983.
De enero a agosto de 1983 fue Jefe del Instituto Nacional de Planificación.
Se reincorporó al Banco Interamericano de Desarrollo como Director.
Falleció en McLean, Virginia, en junio de 2015.